# Кузьминых, Иван Ильич
Иван Ильич Кузьминых (14 марта 1919, Яранский уезд, Вятская губерния — 3 марта 1986, Новочеркасск, Ростовская область) — участник Великой Отечественной войны, командир 98-го отдельного истребительного батальона противотанковых ружей 60-й армии Центрального фронта, капитан, Герой Советского Союза.

## Биография
Родился 14 марта 1919 года в деревне Кулигино (ныне — Советского района Кировской области) в крестьянской семье. Русский.
В 1938 году окончил Куменский автодорожный техникум. Работал трактористом, комбайнером, техником-механиком МТС.
В Красной Армии с 1938 года. Был направлен для прохождения действительной военной службы в пограничные войска НКВД СССР. Служил на Дальнем Востоке, и как примерный воин-пограничник был рекомендован на учёбу. В 1941 году окончил Тамбовское пехотное училище.
Участник Великой Отечественной войны с июня 1941 года. В одном из первых боёв получил ранение руки и попал в госпиталь. В боях 1941 года под Москвой Кузьминых был ранен во второй раз. Пуля пробила лёгкое в двух сантиметрах от сердца. Небольшая рана затянулась, а пуля, пробившая грудь и засевшая под лопаткой, не вызывала беспокойства; о том, что она осталась в теле, сначала даже не знали.
Командир отдельного истребительного батальона ПТР комсомолец капитан Иван Кузьминых с вверенным ему батальоном в конце сентября — начале октября 1943 года одним из первых форсировал реку Днепр у села Ясногородка Вышгородского района Киевской области Украины и закрепился на отвоёванном у врага плацдарме, отразив несколько гитлеровских контратак.
После этого И. И. Кузьминых предложили получить образование в Военной академии имени М. В. Фрунзе. Дав согласие, он выехал в Москву на учёбу. Перед завершением учёбы однажды вдруг почувствовал резкую боль под лопаткой. В результате интенсивных занятий физкультурой автоматная пуля «проснулась» и стала двигаться в организме. То, что она несколько лет была в теле, выяснилось лишь после проведённого рентгеновского обследования в московском госпитале. Извлечь пулю, по мнению медиков, было невозможно. Капитану Кузьминых предложили службу в тылу, и он выбрал город Новочеркасск Ростовской области. Позже, после окончания войны, окончил курсы «Выстрел». С 1947 года майор Кузьминых — в запасе.
Жил в Новочеркасске, до 1957 года работал в центральных ремонтных мастерских «Дондорстроя». Член КПСС с 1965 года.
Неизвлечённая немецкая пуля продолжала беспокоить ветерана. Хирург Новочеркасского лёгочно-хирургического санатория Яков Григорьевич Розинов рискнул — после большой подготовки сделал операцию и извлёк пулю, которая до этого больше двадцати лет угрожала здоровью и жизни Героя. Кузьминых отдал её в музей при военкомате.
Умер Иван Ильич Кузьминых 3 марта 1986 года, похоронен в Новочеркасске.
Дочь — Ольга Ивановна, работала директором городского Дома культуры.

## Награды
- орден Красной Звезды (8.3.1943)[5];
- Герой Советского Союза (орден Ленина и медаль «Золотая Звезда» № 1698; 17.10.1943) — за образцовое выполнение боевых заданий командования на фронте борьбы с немецко-фашистскими захватчиками и проявленные при этом мужество и героизм;
- орден Отечественной войны 1-й степени (6.4.1985)[6];
- медали.

## Память

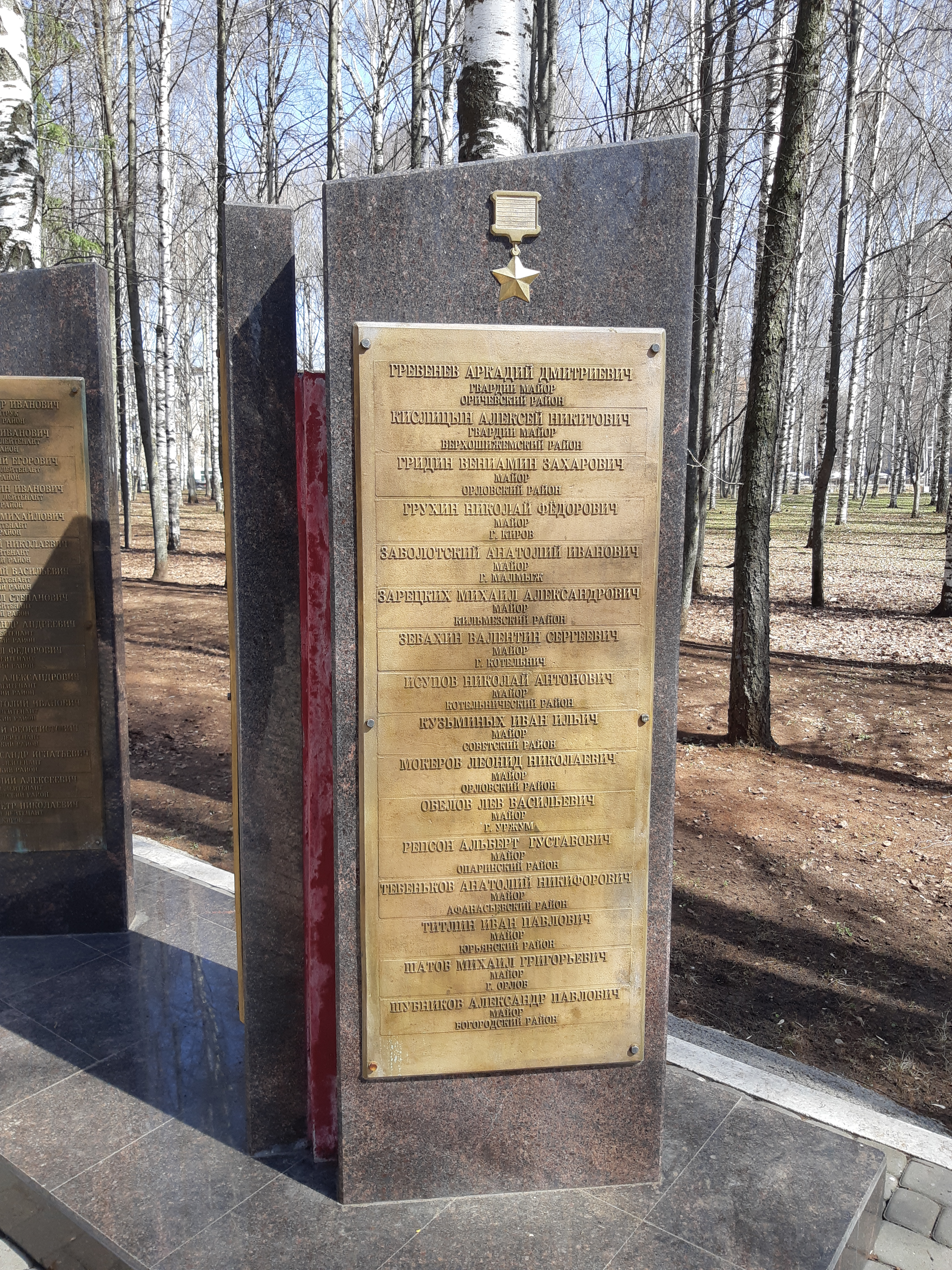
Имя Героя на гранитной стелле в парке Победы в Кирове.

- Его имя на гранитной стелле в парке Победы в Кирове.
- Имя Героя увековечено на мемориальной доске в честь Героев Советского Союза — уроженцев Кировской области в парке Дворца пионеров города Кирова
- Имя Героя высечено золотыми буквами в зале Славы Центрального музея Великой Отечественной войны в Парке Победы города Москвы.
- На могиле героя установлен надгробный памятник.
- В деревне Васичи Советского района Кировской области именем Кузьминых названа улица[7].
- На фасаде четырнадцатиэтажного жилого дома в Новочеркасске по проспекту Баклановскому, в котором жил Герой, в память о нём установлена мемориальная доска.

## Комментарии
1. ↑  На территории нынешнего Советского района Кировской области существовали две деревни Кулигино:
1) Кулигино (Немдежская, Кулигина, Немденский), относившаяся к Тожсолинской волости Яранского уезда, в последующем входившая в состав Колянурского сельсовета Пижанского, с 1959 года — Советского района; упразднена 6.7.2012[2];
2) Кулигино (По речке Замордаевке), относившаяся к Колянурской, затем — Кичминской волости Яранского уезда, в последующем входившая в состав Васичевского сельсовета Кичминского района; не сохранилась[3].